# Orix (Automarke)

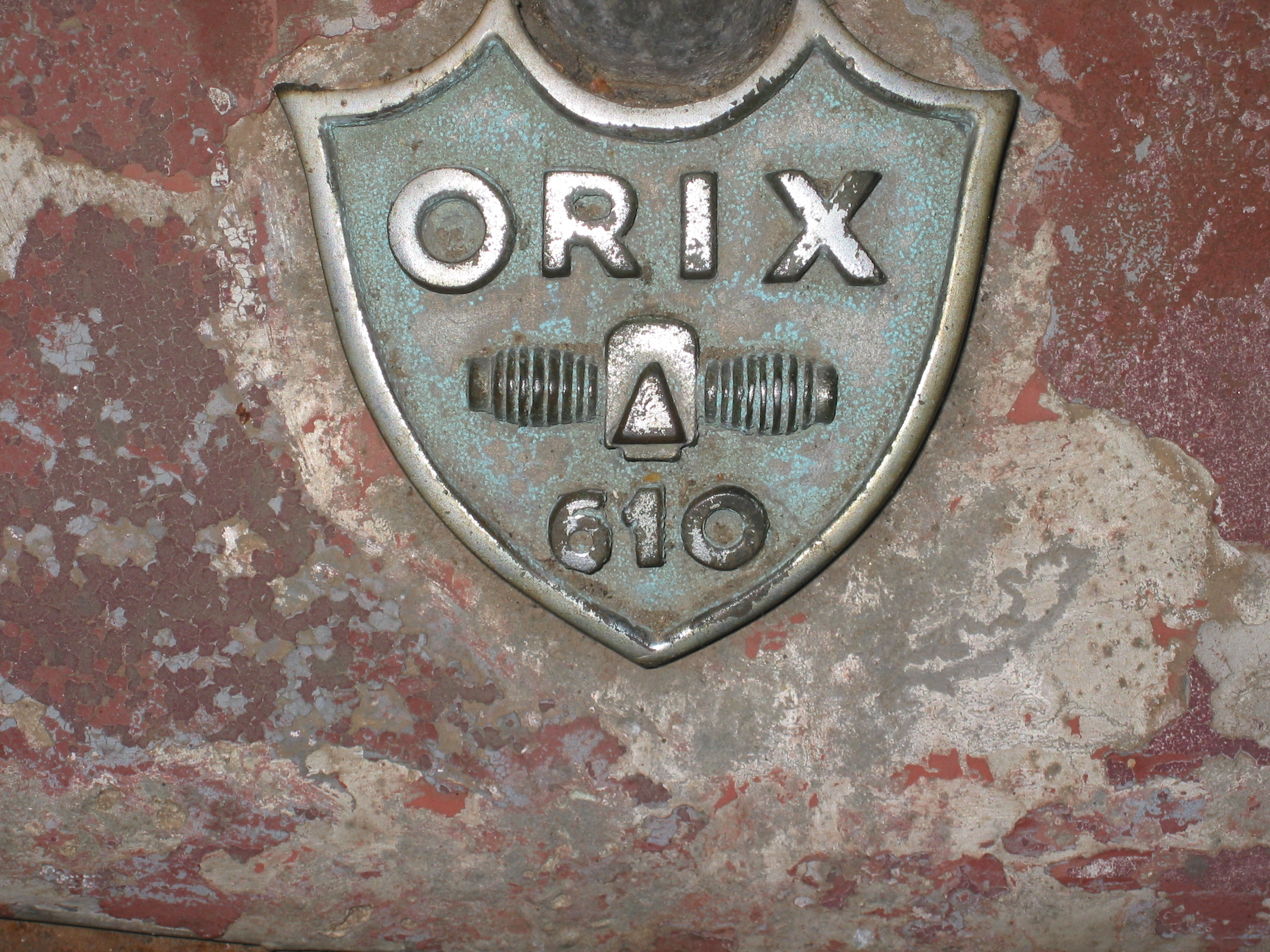
Emblem von Orix

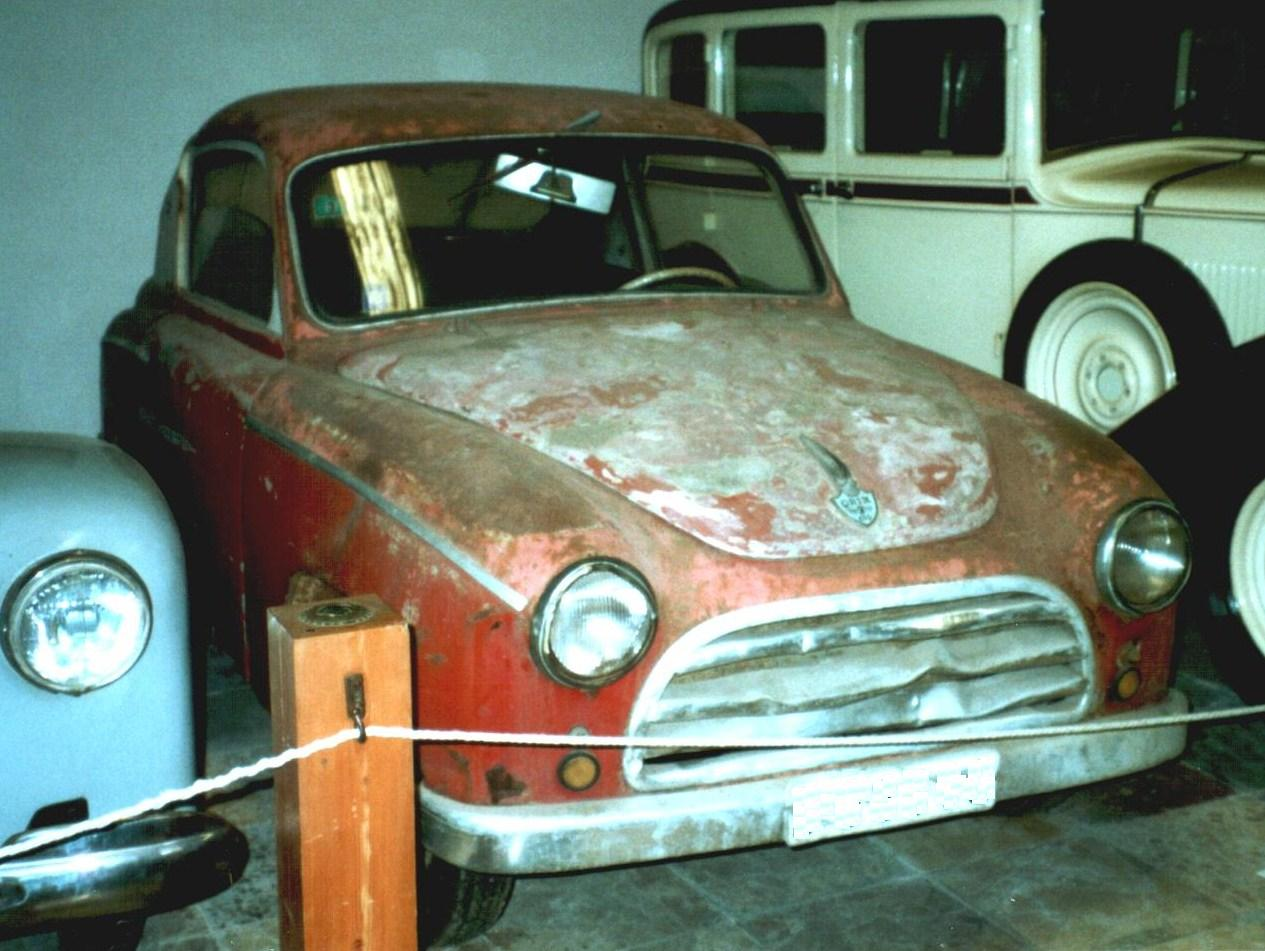
Orix von 1952

Orix war eine spanische Automarke.

## Unternehmensgeschichte
Don Juan Ramírez aus Barcelona begann 1952 mit der Produktion von Automobilen. 1954 wurde die Produktion eingestellt. Es wurden nur wenige Exemplare hergestellt.

## Fahrzeuge
Es wurden Kleinstwagen hergestellt, die mit einem eigenen Zweizylinder-Boxermotor mit 610 cm³ Hubraum und 27 PS Leistung ausgestattet waren. Neben offenen Zweisitzern wurden Coupés angeboten. 1954 entstand ein Prototyp mit einer Karosserie, die dem VW Käfer ähnelte.
Ein Fahrzeug dieser Marke ist im Automuseum Collecció d’Automòbils de Salvador Claret in Sils zu besichtigen.